# Thomas Attwood (economista)
Thomas Attwood (Halesowen, Shropshire, 6 de outubro de 1783 – Great Malvern, Worcestershire, 6 de março de 1856) foi um banqueiro, economista e político britânico. Foi o promotor do subconsumismo propagado pela escola de pensamento econômico de Birmingham, e, como fundador da União Política de Birmingham, a figura de destaque na campanha pública para a aprovação da Lei da Grande Reforma de 1832.

## Vida e carreira
Attwood estudou na Halesowen Grammar School (atual Earls High School) antes de ser transferido para a Wolverhampton Grammar School. Em 1800 começou a participar das atividades bancárias de seu pai em Birmingham, onde foi eleito alto oficial de justiça em 1811. Desempenhou um papel de liderança na vida pública da cidade, e tornou-se muito popular entre a classe dos artesãos. Atualmente é lembrado por sua participação no movimento que resultou na aprovação da Lei da Grande Reforma de 1832. Foi um dos fundadores, em janeiro de 1830, da União Política de Birmingham - uma organização política que teve como propósito original fazer campanha a favor de estender e redistribuir o direito de voto à classe trabalhadora - e logo fez surgir organizações semelhantes por toda a Inglaterra. Sob a sua liderança vastas multidões de trabalhadores se reuniram periodicamente em Birmingham para demonstrar que eram favoráveis à reforma do privilégio, e Attwood usou seu poder sobre a multidão para reprimir qualquer ação de seus participantes, que pudesse ser considerada, pelas autoridades, como um movimento ilegal. Seus esforços bem-sucedidos em favor da reforma fizeram dele um herói popular em todo o país, e foi homenageado pela cidade de Londres.
Após a aprovação da Lei da Reforma, em 1832, Attwood foi eleito um dos dois primeiros deputados representantes do novo município de Birmingham (junto com Joshua Scholefield) em 12 de dezembro de 1832, cargo que ocupou até 1839. Fracassou na Câmara dos Comuns em manter a reputação que havia construído fora dela, devido ao seu excesso de partidarismo em favor de todos os movimentos ultrademocráticos, que ele persistentemente defendia argumentando a favor de sua teoria monetária peculiar. Esta teoria, que se tornou com ele uma monomania, era de que a moeda existente deveria ser corrigida em favor da regulação pelo Estado e do inconversível papel-moeda, e a adoção de um sistema para alterar o padrão de valor como preços flutuantes. Sua perda de credibilidade para com seus eleitores o levou a deixar o parlamento em 1837, e, embora convidado a regressar à vida política em 1843, não aceitou o convite. Morreu em Great Malvern em de 6 de março de 1856.

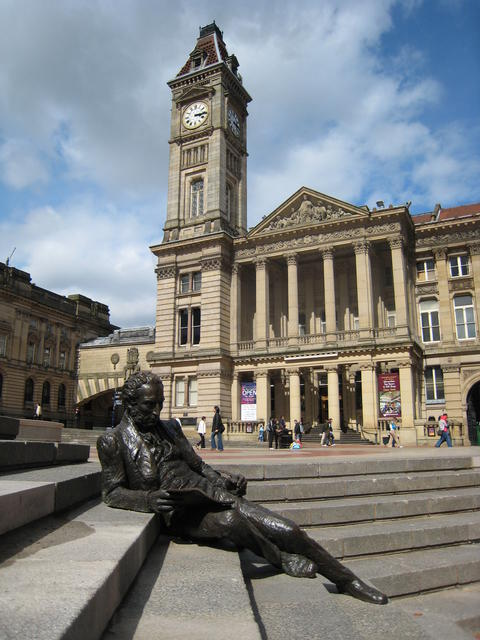
Praça Chamberlain, Birmingham, com a escultura de Thomas Attwood. Ao fundo o Birmingham Museum and Art Gallery.

Seu neto, C. M. Wakefield, escreveu uma biografia dele apenas "para circulação privada" (há uma cópia no Museu Britânico), e suas teorias econômicas estão definidas em um pequeno livro, Gemini, publicado por T. B. Wright e J. Harlow em 1844.